# ФК Лугано
ФК Лугано (итал. FC Lugano) је швајцарски фудбалски клуб из Лугана. Боје клуба су црна и бела.
Клуб се такмичи у Суперлиги Швајцарске, а по три пута је освојио швајцарски шампионат и Куп Швајцарске. Утакмице као домаћин игра на стадиону Корнаредо.

## Успеси
- Суперлига Швајцарске
  - Првак (3) : 1937/38, 1940/41, 1948/49.
- Куп Швајцарске
  - Победник (3) : 1931, 1968, 1993.

## ФК Лугано у европским такмичењима
| Сезона  | Такмичење            | Коло        | Клуб            | Дом. | Гост | Укупно |
| ------- | -------------------- | ----------- | --------------- | ---- | ---- | ------ |
| 1968/69 | Куп победника купова | 1. рунда    | Барселона       | 0–1  | 0–3  | 0–4    |
| 1971/72 | Куп УЕФА             | 1. рунда    | Легија Варшава  | 1–3  | 0–0  | 1–3    |
| 1993/94 | Куп победника купова | кв. рунда   | Неман Гродно    | 5–0  | 1–2  | 6–2    |
| 1993/94 | Куп победника купова | 1. рунда    | Реал Мадрид     | 1–3  | 0–3  | 1–6    |
| 1995/96 | Куп УЕФА             | кв. рунда   | Женес Еш        | 4–0  | 0–0  | 4–0    |
| 1995/96 | Куп УЕФА             | 1. рунда    | Интер Милано    | 1–1  | 1–0  | 2–1    |
| 1995/96 | Куп УЕФА             | 2. рунда    | Славија Праг    | 1–2  | 0–1  | 1–3    |
| 2001/02 | Лига шампиона        | 2. коло кв. | Шахтјор         | 2–1  | 0–3  | 2–4    |
| 2002/03 | Куп УЕФА             | кв. рунда   | Вентспилс       | 1–0  | 0–3  | 1–3    |
| 2017/18 | Лига Европе          | група       | Хапоел Биршеба  | 1–0  | 1–2  | 3      |
| 2017/18 | Лига Европе          | група       | Стеауа Букурешт | 1–2  | 2–1  | 3      |
| 2017/18 | Лига Европе          | група       | Викторија Плзењ | 3–2  | 1–4  | 3      |
| 2019/20 | Лига Европе          | група       |                 |      |      |        |